# Estola obliquata
Estola obliquata là một loài bọ cánh cứng trong họ Cerambycidae.